# Polyptychus claudiaei
Polyptychus claudiaei is een vlinder uit de familie pijlstaarten (Sphingidae). De wetenschappelijke naam van deze soort is voor het eerst geldig gepubliceerd in 2001 door Ronald Brechlin, Ian Kitching & Jeam-Marie Cadiou.

## Type
- holotype: "male, 24.-25.IV.1996. leg. R. Brechlin."
- instituut: Zoologische Staatssammlung München, München, Duitsland
- typelocatie: "Indonesia, Nusa Tenggara Barat, Sumbawa, 16 km E of Dompu, Lara, 160 m"